# Dakula Arabani
Dakula Arabani (1938) è un ex nuotatore filippino, che ha partecipato alle Olimpiadi di Melbourne 1956, gareggiando nei 100m sl e nella Staffetta 4x200m sl.
Ai Giochi asiatici, ha avuto le maggiori soddisfazioni, vincendo 2 medaglie nell'edizione del 1958.